# جون ويلسون (سياسي بريطاني)
جون ويلسون (بالإنجليزية: John Wilson)‏ هو سياسي بريطاني، ولد في 28 نوفمبر 1956 في المملكة المتحدة. حزبياً، نشط في الحزب القومي الاسكتلندي ( – سبتمبر 2014) وScottish Greens ‏ (ديسمبر 2014 – ). وقد انتخب عضو البرلمان الاسكتلندي الرابع ‏ عن دائرة Central Scotland (Scottish Parliament electoral region) ‏ وقد انضم خلال فترته النيابية ‏ (23 سبتمبر 2014 – 24 مارس 2016)  للكتلة البرلمانية مستقل وفي الانتخابات النيابية العمومية الاسكتلندية 2011 ‏، انتخب عضو البرلمان الاسكتلندي الرابع ‏ عن دائرة Central Scotland (Scottish Parliament electoral region) ‏ وقد انضم خلال فترته النيابية ‏ (5 مايو 2011 – 23 سبتمبر 2014)  للكتلة البرلمانية الحزب القومي الاسكتلندي وفي الانتخابات النيابية العمومية الاسكتلندية 2007 ‏، انتخب عضو البرلمان الاسكتلندي الثالث ‏ عن دائرة Central Scotland (Scottish Parliament electoral region) ‏ وقد انضم خلال فترته النيابية ‏ (3 مايو 2007 – 22 مارس 2011)  للكتلة البرلمانية الحزب القومي الاسكتلندي.